# 김영삼 질산 테러 사건
김영삼 질산 테러 사건은 1969년 6월 20일 밤 10시 15분 경 귀가 도중 신민당 원내총무 김영삼의 차량에 괴한 3명이 질산이 든 병을 던진 사건이다.

## 배경
1969년 6월 13일 제70차 임시국회 본회의에서 당시 원내총무였던 김영삼 의원은 3선개헌의 부당성을 알리고 개헌작업의 중단을 촉구하는 대정부질의를 하였다.

## 경과
1969년 6월 20일 밤 10시 15분경 서울특별시 청진동 음식점 장원에서 유진오 신민당 총재와 중진 간부들과 저녁 식사를 마치고 크라운(서울자2-2347호/운전사 김영수)을 타고 귀가 도중이던 김영삼 의원의 차량이 자택에서 50m 떨어진 서울 상도동7의6 앞 골목 커브길에서 피습을 당했다. 차량이 피습 지점에 이르렀을 때 흑색 작업복을 입은 청년 3명이 길가운데서 옥신각신하다 차를 세우고 그 중 1명이 차 뒤로 돌아와 김 의원이 타고 있는 차 뒷문을 열려고 시도하였다. 김의원은 문을 안에서 잠그고 1.5m가량 차량을 몰고가자 청년은 주머니에서 초산 병(길이/13 cm 직경/5 cm)을 주머니에서 꺼내 차량에 던졌다. 초산병은 차량 오른쪽 뒷문과 뒤창 사이의 철판에 부딪혀 깨졌고 차량 페인트가 일부 녹아 내렸다.

이 때 초산 병이 깨지면서 엄청난 굉음을 일으켰고 이에 김영삼은 그 초산 병을 수류탄으로 착각하고 운전사 김영수에게 전력질주하라고 시켰다. 김영삼의 차량은 범행장소를 전력질주해서 이탈했으며 범행을 저지른 청년 3명은 그 길로 도망쳤다.
다행히 미수에 그쳤지만 김영삼 측은 '박정희 정권이 저지른 정권적 차원의 테러'라고 주장한다.수류탄으로 생각했던 김영삼과 비서는 고개를 숙였으나 차량 일부와 아스팔트 바닥이 녹아내리는 것을 목격했다고 한다. 범행의 배후는 중앙정보부로 추정된다.
야당에서는 김영삼 원내총무를 테러한 사건을 수사하고 테러범을 잡을 것을 요구하였으나 사건은 유야무야 흐지부지되어버리고 말았다. 1969년의 질산테러의 원인은 3선개헌 추진에 대한 반대로 추정된다.
테러를 시도한 범인은 결국 붙잡히지 않았다. 이후 김영삼은 박정희 정권의 주요 정적이라는 인식이 심어지게 되었다.

## 결과
애당초 1969년 6월 20일로 끝이었던 대정부질문이 2~3일 더 연장되었다.

## 같이 보기
- 김영삼
- 김영삼 의원 제명 파동
- 신민당 각목사건
- 김대중 납치 사건
- 장면 피격 사건
- 중앙정보부
- 박정희
- 제3공화국
- 김옥선 파동
- 김대중
- 김옥선
- 윤보선
- 장준하
- 장면
- 제4공화국
- 김대중 내란음모 사건